# Presentación en el Templo (Fray Bartolomeo)
Presentación en el Templo (también Presentación de Cristo en el templo) es un cuadro del pintor Fray Bartolomeo, realizado en 1516, que se encuentra en el Museo de Historia del Arte de Viena de Austria. 

## Historia de la obra
El trabajo fue encargado con toda probabilidad por el papa León X para la epifanía de ese año, y se ubicó en la capilla del Noviciado de la Basílica de San Marco de Florencia. La obra se fecha con la inscripción 1516. Orate Pro Pictore Olim Huius Sacelli Novitio. 
En 1781 Leopoldo II la eligió para la Tribuna de los Uffizi, dando a los monjes a cambio una copia, un crucifijo, cálices, muebles y plata. En 1792 fue canjeado por un grupo de obras con el Museo de Viena. Hay varias copias antiguas y un boceto, quizá autógrafo, en la colección Treccani en Milán.

## El tema
La obra refleja la Presentación de Jesús en el templo y la Purificación de María, ordenada en la ley de Moisés, lo que hicieron María y José con Jesús. El sacerdote Simeón y la profetisa Ana son otros personajes del episodio.
La representación típica presenta al niño en manos del sacerdote o de María, o en las de Ana recibiéndole de Simeón, mientras José ofrece las tórtolas estipuladas como ofrenda. Recogido en el Evangelio de Lucas, la fiesta de la Candelaria conmemora este episodio.
Son muchas las representaciones en el arte de este episodio, como las obras homónimas de Andrea Mantegna (1455) Gemäldegalerie de Berlín, Giovanni Bellini, 1450-60, Maestro de Saint-Séverin, (1490), del Louvre, Luis de Morales, del Museo del Prado (1560-68) o Francisco de Goya (1772-1774), en la Cartuja de Aula Dei.

## Descripción

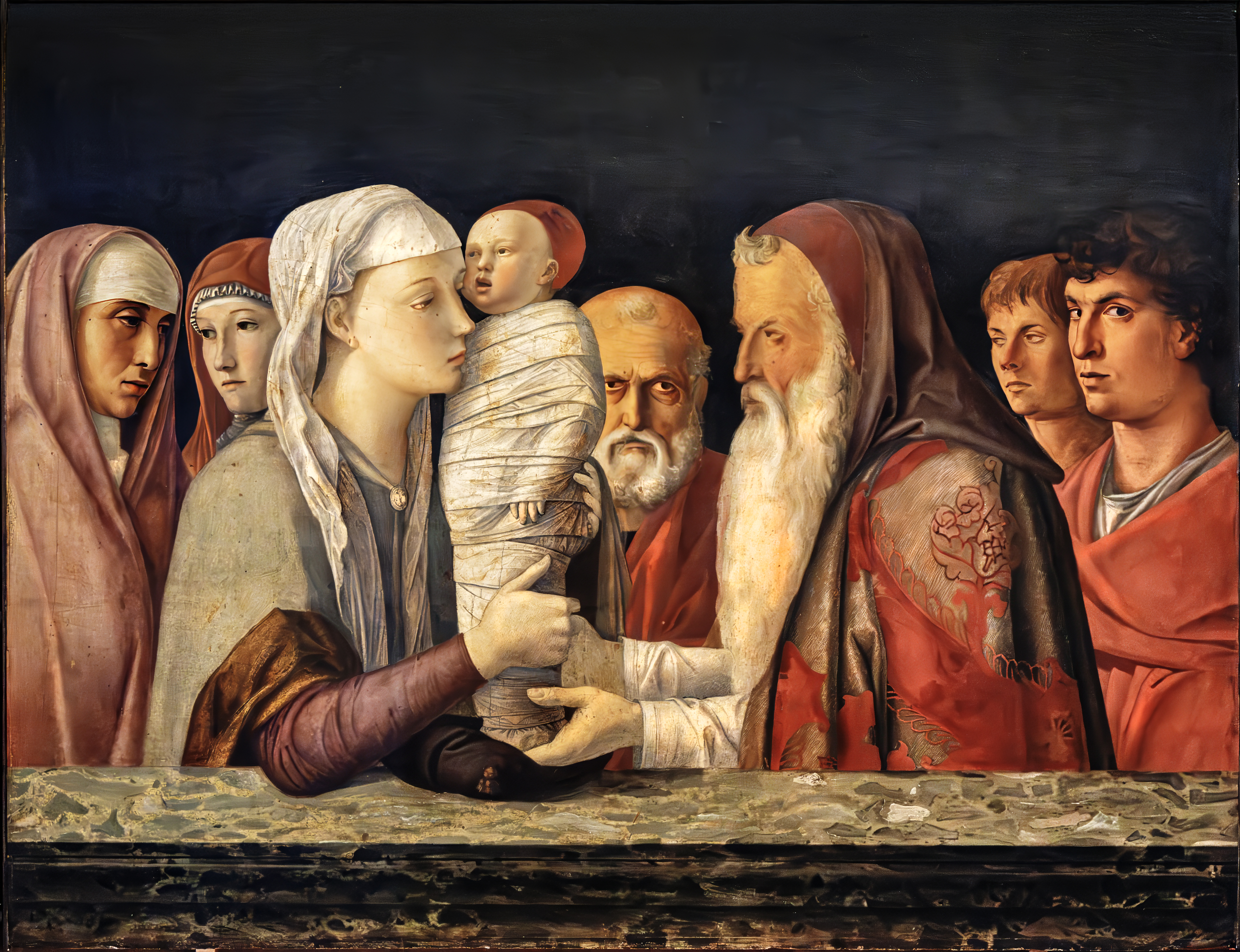
Presentación en el Templo, 1460, Giovanni Bellini.

La escena se desarrolla en un entorno con una arquitectura clásica, altar al fondo rodeado por dos columnas, de las que únicamente se ven el fuste y la basa. En el centro, el sacerdote, con una túnica de color rojo brillante, el niño al que da la bendición, José a la izquierda y María a la derecha y por detrás, dos figuras femeninas, una de ellas la profetisa Ana. En el altar hay un retablo con la representación de Moisés.
El ritmo pausado, la plenitud de color, los volúmenes y la grandeza monumental de los personajes hacen de esta obra un excelente ejemplo del estilo del pintor y, más generalmente, de la escuela de San Marco que tiene en Fray Bartolomeo un exponente indiscutible.